# Хилсбъроу
Вижте пояснителната страница за други значения на Хилсбъроу.
Хилсбъроу (на английски: Hillsborough) е град в окръг Сан Матео, района на залива на Сан Франциско, щата Калифорния, САЩ.

## Население
Хилсбъроу е с население от 11 486 души (по приблизителна оценка от 2017 г.).

## География
Общата площ на Хилсбъроу е 16,10 км2 (6,20 мили2).

## Съседни градове
- Сан Матео